# Драгољуб Аћимовић
Драгољуб Р. Аћимовић, (Јагодина, 21. октобар 1914 — Јоханезбург, 26. јул 1986) био је српски и југословенски новинар, издавач, филмски критичар и теоретичар, песник, преводилац, сценариста и путописац.

## Рођење и школовање
Основну школу и шест разреда гимназије завршио је у родном граду, да би седми и осми разред окончао и велику матуру одбранио у ћупријској гимназији.
Аћимовић је матурирао 1933. године у ћупријској гимназији и наредне три године студирао је права и филозофију у Београду.

## Предратни период
Рано је ушао у новинарске воде, тако да је већ са 20 година (1934) постао сарадник београдског месечника за културу „Наше доба“. Године 1936. постаје професионални новинар у београдском дневном листу „Време“, у коме је радио до почетка Априлског рата, 1941. У „Времену“ се бавио, углавном, културним дешавањима, нарочито филмским критикама, уз повремене излете у спортску журналистику. Такође је био сарадник и тада водећих часописа везаних за филм – „Филмски журнал“ (уредник истог 1939), „Филмски забавник“, „Филм и мода“, а 1940. године покренуо је у Београду и свој часопис, чији је био власник и уредник, под називом „Филм“ (изашао само један број).
Своје најбоље филмске есеје и критике преточио, 1938. године, у књигу „За седму уметност“. Написао је више сценарија за, углавном, документарне филмове. За сада се зна да су два његова сценарија преточена у филмове – „Београд постаје велики град“ (1938) и „Од догађаја до новина“ (1939), и „Балетско доба“ (1941) који, на жалост, нису сачувани.
На самом почетку немачке окупације 1941. године са већом групом новинара „Времена“, „Политике“ и „Правде“ ушао је у редакцију днсвног листа „Ново време“, под уредништвом Станислава Кракова. Аћимовић је тада, углавном, живео у Београду, а по доласку у своју Јагодину, знао је да напише и чланак о неком догађају у граду.
У току 1944. године на Јухору је покренут лист „Поморавље“, орган Моравског корпуса Југословенске војске у отаџбини, извлачен на шапирографу, а за уредника (непотписаног) касније ће бити означен управо Драган. Са групом београдских интелектуалаца, октобра 1944. године, бежи у Париз, где је постао сарадник неколико емигрантских листова и новина, али је основао и своју издавачку кућу. У истој ће 1953. године објавити две своје књиге, збирку поезије „Балканска песма, лирски изливи и други стихови“ и публицистичку студију „Политичке странке и политичари“.

## Живот и рад у емиграцији
Године 1952. почиње преписку са Милошем Црњанским, који је тада боравио у Лондону, а наредне 1953. године, уз посредништво Станислава Кракова, Аћимовић се сусреће са њим у Паризу. Резултат тог састанка био је објављивање књиге поезије Милоша Црњанског „Одабрани стихови“, управо у Паризу 1954. године, у издању Аћимовићеве издавачке куће.
Убрзо се Аћимовић, са супругом Роксандом, пресељава у Јоханезбург, где је такође основао издавачку кућу, у којој ће објавити, између осталих издања, и десетак тзв. плакета поезије и неколико свезака есејистичко-приповедне прозе. Истакли би Аћимовићеве збирке поезије „Сагласја“ (1960), „Певанија и допев“ (1963), „Време прошло-садашње“ (1971) и „The weary dreams. Poems“ (1973), збирку приповедака „Тужно-весело“ (1969), публицистичка дела „Европска писма“ (1968) и „Пола века балканске политике“ (1980), као и превод са латинског језика књиге „Прогонство Овидија“ Публија Назона Овидија (1977).
На Божић 1961. године, са супругом Роксандом, дошао је у Лондон, где је три дана боравио као гост Виде и Милоша Црњанског. Том приликом договорили су се око издавања чувене поеме Црњанског „Ламент над Београдом“, која је убрзо и изашла из штампе (Јоханезбург, 1962).
Истовремено је Аћимовић решио да о овом сусрету и сарадњи са славним и прогнаним писцем, остави и писано сведочанство, исписавши преко стотину страница својеврсне мемоарске прозе. Милош Црњански је умро 1977. године, а Драгољуб је први пут штампао поменуту публикацију, под именом „Са Црњанским у Лондону“, две године касније, као сепарат српског емигрантског листа „Искра“ у Минхену. Иста је доживела више објављивања, а последње издање ових сећања под оригиналним насловом, изашло је 2016. године у Београду.
Ова Аћимовићева књига открива детаље из песниковог живота и представља потресно сведочанство о писцу „Сеоба“, са много забележених анегдота. Она је незаобилазна литература за све проучаваоце живота и рада овог великог српског књижевника.
Драгољуб Драган Р. Аћимовић је умро 26. јула 1986. године у Јоханезбургу, где је и сахрањен.
Аћимовићева прича „Колонело се жени“, у међувремену, нашла видно место у „Причама из туђине“, антологији српске приче у дијаспори (Београд, 2000).